# Elapsoidea trapei
Elapsoidea trapei är en ormart som beskrevs av Mané 1999. Elapsoidea trapei ingår i släktet Elapsoidea och familjen giftsnokar. Inga underarter finns listade i Catalogue of Life.
Arten förekommer i västra Afrika från södra Mauretanien till norra Guinea. Honor lägger ägg.